# Повторення закону
Повто́рення зако́ну або Второзако́ння (від дав.-гр. Δευτερονόμιον та лат. Deuteronomium)   Дварім (івр. דברים — слова) — п'ята частина П'ятикнижжя Мойсея та "Старого Заповіту".

## Назва книги
Назва книги «Повторення закону» — переклад грецького деутерономіон, — «повторний закон». Ця назва підкреслює, що основна частина книги (законодавчий корпус Втор. 12 — 26) частково повторює, частково доповнює ті розпорядження і настанови, що були дані в попередніх книгах П'ятикнижжя. У грецькій Біблії слово девтерономіон вживається у Втор. 17:18, де воно помилково передає єврейський вираз Мішне ха-Тора («копія цього Повчання»). Можливо, саме із Втор. 17:18 це слово у грецькій Біблії було перенесено в заголовок книги.
У єврейській традиції книги П'ятикнижжя іменуються за їхніми першими словами. Початок Второзаконня: «Ось слова, з якими Мойсей звернувся…». Тому єврейська назва цієї книги — Деварім («Слова»).

## Второзаконня і П'ятикнижжя
Книга «Повторення закону» — остання книга П'ятикнижжя. Особливості мови і стилю відрізняють цю книгу від попередніх; наприклад, замість назви «Синай» використовується назва «Хорив». Дещо по-іншому розставлені і богословські акценти. На перший план виступає заповідь про те, що поклоніння Богу має відбуватися лише в одному-єдиному місці (яке самарянська традиція ототожнює з горою Гарізім, а юдейська традиція — з Єрусалимом, хоча у книзі Єрусалим не згадано жодного разу).
У попередніх книгах П'ятикнижжя ці теми або відсутні зовсім, або не займають того центрального положення, яке вони посіли у книзі «Повторення закону».

## Второзаконня і «девтерономічна історія»
З точки зору особливостей мови і теології, до книги «Повторення закону» найближчі наступні за нею в Біблії історичні книги: Ісуса Навина, Суддів, Самуїла та Царів. Оцінюючи вчинки вождів і царів Ізраїлю, автори цих книжок виходять насамперед з норм книги «Повторення закону». Промови Ісуса Навина (Нав. 23) і пророка Самуїла (1 Сам. 12), молитва царя Соломона (1 Цар. 8) звучать майже як цитати з книги «Повторення закону». Книга служить програмою для релігійних реформ царів Єзекії та Йосії, як вони описані в 2 Цар. Тому нерідко всі розлогі історичні оповідання книг Ісуса Навина, Суддів, Самуїла та Царів називають «девтерономічною історією». Книга «Повторення Закону» — пролог до цієї історії. На думку деяких учених, короткий історичний огляд у перших трьох розділах Повторення Закону слід вважати не стільки вступом у книгу «Повторення закону», скільки введенням в «девтерономічну історію».
Завершальні розділи книги (31 — 32) повинні свідчити, що вся подальша доля Ізраїлю (описана в «девтерономічній історії») була передбачена заздалегідь: і те, що ізраїльтяни звернуться до «інших богів», і те, що Господь покарає їх за це.

## Будова книги
Тексти Втор. 1-4 і 5-30 постають перед нами як прощальні промови Мойсея, кожній з яких передбачена назва (1:1-5 і 4:44-49). У цих промовах є кілька вступних фраз, де про Мойсея говориться в 3-й особі (5:1а; 27:1а, 9а; 29:1-2а). На стику промов знаходиться невеликий розповідний фрагмент, де Мойсей виділяє три міста-притулку в Зайорданні (4:41-43). Редакторськими вставками слід вважати «етнографічні коментарі» про рефаїв (велетнів) та інші стародавні народи Палестини (2:10-12, 20-23; 3:11, 13Б-14).
Заголовки 1:1-5 і 4:44-49 повідомляють нам, де і коли Мойсей виголошував ці промови. Втім, географічні позначення першого заголовка не цілком зрозумілі. Відповідно до другого заголовку, прощальна промова Мойсея була виголошена поблизу Бет-Пеору, тобто на Моавській рівнині, що лежить на схід від Йордану, навпроти Єрихону. Неподалік від Бет-Пеору знаходиться гора Пісгі, де Мойсею судилося померти. Що стосується часу виголошення промов, обидва заголовка єдині: це було після перемоги ізраїльтян над царями Зайордання — хешбонським царем Сигоном і башанським царем Огом.

### Спогади Мойсея
У першій промові Мойсей згадує шлях ізраїльтян через пустелю починаючи з того моменту, як вони покинули гору Хорив, і закінчуючи їх приходом до берега Йордану. Ця розповідь виглядає як виклад книги Чисел (у кількох віршах можна побачити також алюзії на Вих. 18).
У наступних розділах (початок другої промови) в центрі спогадів Мойсея — більш ранні і набагато більш значущі події на Хориві (5:1-33; 9:9-21; 9:25 — 10:5; 10:10-11). Їх опис в основному відповідає книзі Вихід.
Спогади Мойсея в розділах 1 — 10 чергуються з вмовляннями коритися Господу. Спогади і вмовляння тісно пов'язані між собою. Так, вмовляння глави 4 спершу відсилають слухача до подій в Бет-Пеорі (приходом ізраїльтян у Бет-Пеор завершилася гдава 3), а потім — до теофанії на Хориві, яка описана в главі 5. Умовляння на початку 9-ї глави переходять в закиди ізраїльтянам за їх «впертість», і це готує розповідь глави 9 про гріхи ізраїльтян біля гори Хорив.

### Второзаконня як другий договір Господа з Ізраїлем
Найважливіше місце в книзі «Повторення закону» займають вкладені в уста Мойсея приписи і настанови. Окремо стоять Десять Заповідей (Втор 5:6-21), які подані попереду всіх інших повелінь. Значення десяти заповідей підкреслюється тим, що їх чує безпосередньо з вуст Бога весь народ Ізраїлю (5:22), між тим як інші «повеління, приписи і закони» Бог передає через Мойсея (5:31).
Глави 12 — 26 прийнято називати «девтерономічним збірником законів». Хоча підкреслюється, що ці закони сягають Хоривської теофанії (5:31; 6:1), Мойсей сповіщає їх лише в Моаві — тому поколінню ізраїльтян, якому належить завойовувати Обіцяний Край. У 29:1 договір Господа з Ізраїлем, укладений на Моавській рівнині, осмислюється як другий договір (мається на увазі, що перший договір був укладений на Хориві). Умови нового договору (Втор. 12 26) багато в чому дублюють законодавчу частину книги Вихід (Вих. 20 23), але є і ряд відмінностей.
Найважливіше з відмінностей — це сформульоване на самому початку девтерономічного збірника (у 12-му розділі) припис про централізацію богослужіння. Воно проходить червоною ниткою через всю першу половину девтерономічного збірника (глави 12 — 18). Історики відзначають зв'язок між цим приписом і релігійними реформами юдейських царів Єзекії та Йосії (2 Цар. 18:1-6; 22:1 — 23:30). Згідно з досить правдоподібною гіпотезою, «книга Повчання», знайдена в єрусалимському Храмі під час ремонтних робіт за царя Йосії (4 Цар 22:8-11; 23:24), — це і є книга «Повторення закону» (або текст, що ліг в її основу) .
За своєю будовою Второзаконня подібне на древні близькосхідні договори: спочатку йде історія стосунків (глави 1 — 11), потім умови договору (глави 12 — 26), нарешті — благословення тим, хто дотримується договір, і прокляття тим, хто його порушує (глави 27 — 28). Перелік проклять ослушникам виявляє особливо багато подібностей з відомими нам текстами стародавнього Близького Сходу, зокрема з хетськими і ассирійськими договорами.

### Заключні глави. Перехід до книги Ісуса Навина
Заключні глави книги «Повторення Закону» — це, одночасно, і заключні глави всього П'ятикнижжя. В її прозових частинах переплетені дві різні традиції: в одних пасажах виразно виступає на перший план характерна мова «Повторення Закону», інші — ближче до книг Вихід, Левит та Числа. Вже в перших трьох розділах «Повторення Закону» Господь говорить, що Ісус Навин повинен стати наступником Мойсея (1:38; 3:28). У Втор. 31 Мойсей робить Ісуса своїм наступником і доручає йому завоювання Обіцяного краю (31:3, 7-8). Це готує плавний перехід розповіді до наступної книги Біблії — Книги Ісуса Навина. Слова, звернені до Ісуса у Втор. 31:7-8, 23, будуть майже буквально повторені у Нав. 1:1-9.

## Самарянська версія книги Повторення закону
Окрім юдейської версії книги, перекладеної практично на всі мови світу, існує також самарянська версія. Ця версія належить релігійній секті самарян, які називають себе справжніми нащадками біблійного Ізраїлю. Самарянська версія у порівнянні з юдейською містить наступні відмінності:
- в главі 27 міститься наказ побудувати вівтар на горі Герізім, священній горі самарян, (в юдейській версії — на горі Гевал). Самарянський варіант підтверджений двома древніми рукописами грецького та латинського перекладів, а також одним з сувоїв Мертвого моря. Тому вважається, що юдейський варіант «гора Гевал» є антисамарянським виправленням первинного «гора Герізім».
- в переліку десяти заповідей глави 5 додана ще одна заповідь з наказом встановити вівтар на горі Герізім.
- в збірнику законів глав 12-26 стверджується, що єдиним законним місцем жертвоприношень є «місце, яке Господь вибрав серед усіх племен Ізраїля» (в юдейській версії — вибере). Таким чином самарянська версія книги стверджує, що єдиним легітимним місцем жертвоприношень є місце встановлення вівтаря, тобто гора Герізім. Натомість, юдейська версія книги стверджує, що єдиним легітимним місцем є місце, яке буде обране лише в майбутньому. В книгах Царів цей вибір здійснюється в часи Соломона, єдиним легітимним місцем жертвоприношень є місто Єрусалим.

Юдейські коментатори стверджують, що самарянська версія книги Повторення закону є переробкою, здійсненою у першому століття до н. е. Проте біблійні вчені, що спеціалізуються на книзі Повторення закону, наполягають, що самарянський варіант є більш природним та логічним. Серед сучасних вчених таку думку висловив німецький біблеїст Адріан Шенкер. У своїй статті Le Seigneur choisira-t-il le lieu de son nom ou l'a-t-il choisi? L'apport de la Bible Grecque ancienne á l'histoire du texte Samaritain et Massorétique він звернув увагу на те, що деякі рукописи грецького тексту у деяких місцях виразу «місце, яке вибере Господь, Бог твій» книги Второзаконня містять дієслова у минулому часі (вибрав), як у самарянському Второзаконні. Інші рукописи, перекладені з давньогрецького тексту в деяких місцях також містили дієслова у минулому часі, але в абсолютно інших місцях. Оскільки ці різночитання не мали якогось теологічного змісту, то Адріан Шенкер висунув припущення, що ці всі переклади здійснювались з єврейського тексту, в якому вираз «місце, яке вибере Господь» в більшості місць (з 22-х) містив слова у майбутньому часі, але в деяких — у минулому. Єдиним логічним поясненням такого феномену є те, що на юдейських рукописах було здійснено виправлення самарянського варіанту רחב (вибрав) на юдейський варіант רחבי (вибере). Але при цих виправлення невідомі коректори випадково пропустили деякі з 22-х виразів, які необхідно було виправити. І тому в деяких місцях дієслова залишились невиправленими — רחב (вибрав) замість רחבי (вибере). При перекладі на інші мови ці різночитання були зафіксовані перекладачами.
Інший німецький біблеїст Стефан Шорх у своїй статті «Самарянська версія книги Второзаконня та походження книги Второзаконня» відкрито визнав, що самарянський текст Второзаконня є первинним, а юдейський текст є результатом корекції, здійсненої в кінці 2-го століття до н. е.
Таким чином, первинний текст Второзаконня стверджував, що єдиним законним місцем поклоніння є гора Герізім, виключаючи при цьому всі інші місця, включно з Єрусалимом. Стефан Шорх вважає, що весь розділ, в якому вказується на єдине законне місце поклоніння, написаний прихильниками культу на горі Герізім.
Згідно з результатами археологічних розкопок ізраїльського археолога Їцхака Магена самарянський храм на горі Герізім був побудований у середині 5 ст. до н. е. в часи перського намісника Сін-Убаліта (Санваллата).